# Wegelin & Co.
Wegelin & Co. était une banque privée suisse.
Fondée en 1741 à Saint-Gall par Caspar Zyli, elle était jusqu'à sa fermeture la plus vieille banque privée suisse en activité.
Elle a annoncé la cessation de ses activités et sa fermeture définitive le 3 janvier 2013, après avoir plaidé coupable au terme d'une lourde procédure judiciaire pour fraude fiscale aux États-Unis et accepté une amende d'un total de 74 millions de dollars américains. La plupart des actifs ont été transférés dans une nouvelle structure, Notenstein.
Toutes ses représentations se trouvaient exclusivement sur le sol suisse. Avec son siège à Saint-Gall et des succursales à Zurich, Berne, Lugano, Lausanne, Locarno, Chiasso, Schaffhouse, Bâle, Genève, Coire, Lucerne et Winterthur, la banque comptait 700 collaborateurs avant sa disparition. La banque diffusait régulièrement un commentaire d'investissement qui a été rédigé pour la première fois en 1909.

## Histoire
Dans les années 2000-2010, la banque connaît une forte expansion, avec des effectifs multipliés par sept en 10 ans.
À partir de 2002 et jusqu'en 2010, Wegelin aidait des contribuables américains fortunés à échapper à leurs obligations fiscales. Vu que la banque ne disposait pas d'agences aux États-Unis, les fonds transitaient par la banque UBS.
Mais dans les années 2010, Wegelin & Co. est officiellement suspectée de fraude fiscale par la justice américaine. À la suite de l'inculpation de trois de ses conseillers par cette dernière, la banque annonce le 27 janvier 2012 la reprise de l'essentiel de ses activités (non américaines) par le groupe Raiffeisen. L'essentiel des autres clients est alors transféré au sein d'une nouvelle banque appelée Notenstein banque privée.
Wegelin & Co. conserve seulement les clients américains et reste dès lors en activité uniquement pour gérer leurs dossiers et traiter avec les autorités de Washington. Une semaine plus tard, le 3 février 2012, Wegelin & Co. devient la première banque non-américaine poursuivie pénalement aux États-Unis ; le fisc américain lui reproche « d'avoir aidé des clients américains à dissimuler environ 1,2 milliard de dollars ».
Wegelin conclut finalement un accord extra-judiciaire avec le département du Trésor des États-Unis et la cour fédérale de Manhattan, par lequel elle accepte de verser une amende de 74 millions $ US et est dissoute en tant qu'entité. De fait,
le 3 janvier 2013, la banque Wegelin & Co. annonce sa fermeture définitive.
Bien qu'elle ait payé des millions d'euros d'amendes, un avocat impliqué dans des poursuites antérieures contre des banques suisses a noté : « On ne sait pas si la banque a été obligée de communiquer les noms de clients américains qui détenaient des comptes secrets en Suisse ».
Anthony Michael Sabino, professeur au Peter J. Tobin College of Business de l'université St. John's, a fait remarquer que « les grandes banques ont toujours été considérées comme hors limites pour les poursuites pénales. [L'affaire Wegelin] est une leçon pour les petites et moyennes banques, mais, par contraste, elle envoie un message erroné aux grandes banques. Elles peuvent cacher de l'argent, se faire prendre, payer une amende et reprendre leurs activités habituelles".

## Restructuration
Selon Reuters, « à la fin de [janvier 2012], Wegelin, vieille de 270 ans, a déclaré qu'elle avait transféré la plupart de ses employés, ainsi que des clients et des actifs d'une valeur de 21 milliards de francs suisses, à la Notenstein Privatbank », juste une semaine avant d'être inculpée, le 3 février 2012. Ainsi, la banque a réussi à transférer la plupart de ses activités commerciales et de ses employés - tous non liés aux États-Unis - à une entité juridiquement différente, la Notenstein Privatbank, créée par Wegelin & Co. en tant que filiale en 1968, mais juridiquement distincte. Cette filiale était également basée dans le même bâtiment de Nothveststein que les employés de Wegelin & Co. La Notenstein Privatbank continue de fonctionner à partir de l'ancien siège de Wegelin & Co. avec les 700 anciens employés de Wegelin. De même, bien que sous un nom et une identité juridique différents, les activités de la banque se poursuivent sans grand impact,,.
Après le transfert de la majeure partie de ses activités, y compris environ 700 employés, à la Notenstein Privatbank, Wegelin & Co. ne comptait plus que 15 employés en février 2012.